# Astragalus acicularis
Astragalus acicularis es una especie de planta del género Astragalus, de la familia de las leguminosas, orden Fabales.
Fue descrita científicamente por Bunge.

## Distribución
Astragalus acicularis es una especie nativa de Turquía.

## Publicación
- Mémoires de l'Academie Imperiale des Sciences de Saint Petersbourg. Ser. 7. St. Pétersbourg.[2][3][5] 1869.